# Aux Marais
Aux-Marais redirige ici.
Aux Marais ou localement Aux-Marais est une commune française située dans le département de l'Oise en région Hauts-de-France.

## Géographie

### Description
Le village se situe dans l'Oise, limitrophe au sud-ouest de Beauvais, dans la vallée de l'Avelon
Il est structuré par l'axe Beauvais - Chaumont-en-Vexin - Gisors (ancienne RN 181, devenue RD 981).

### Communes limitrophes
| Goincourt           |            | Beauvais             |
| Rainvillers         | Aux Marais |                      |
| Saint-Léger-en-Bray |            | Saint-Martin-le-Nœud |

### Hydrographie

#### Réseau hydrographique
La commune est située dans le bassin Seine-Normandie. Elle est drainée par l'Avelon, le cours d'eau 01 de la commune de Saint-Léger-en-Bray, le cours d'eau 02 de la Maison Blanche,,.
L'Avelon, d'une longueur de 23 km, prend sa source dans la commune de Senantes et se jette  dans Rivière de Saint-Just à Beauvais, après avoir traversé onze communes. Les caractéristiques hydrologiques de l'Avelon sont données par la station hydrologique située sur la commune de Beauvais. Le débit moyen mensuel est de 1,02 m3/s. Le débit moyen journalier maximum est de 15,5 m3/s, atteint lors de la crue du 22 juin 2021. Le débit instantané maximal est quant à lui de 22,7 m3/s, atteint le même jour.

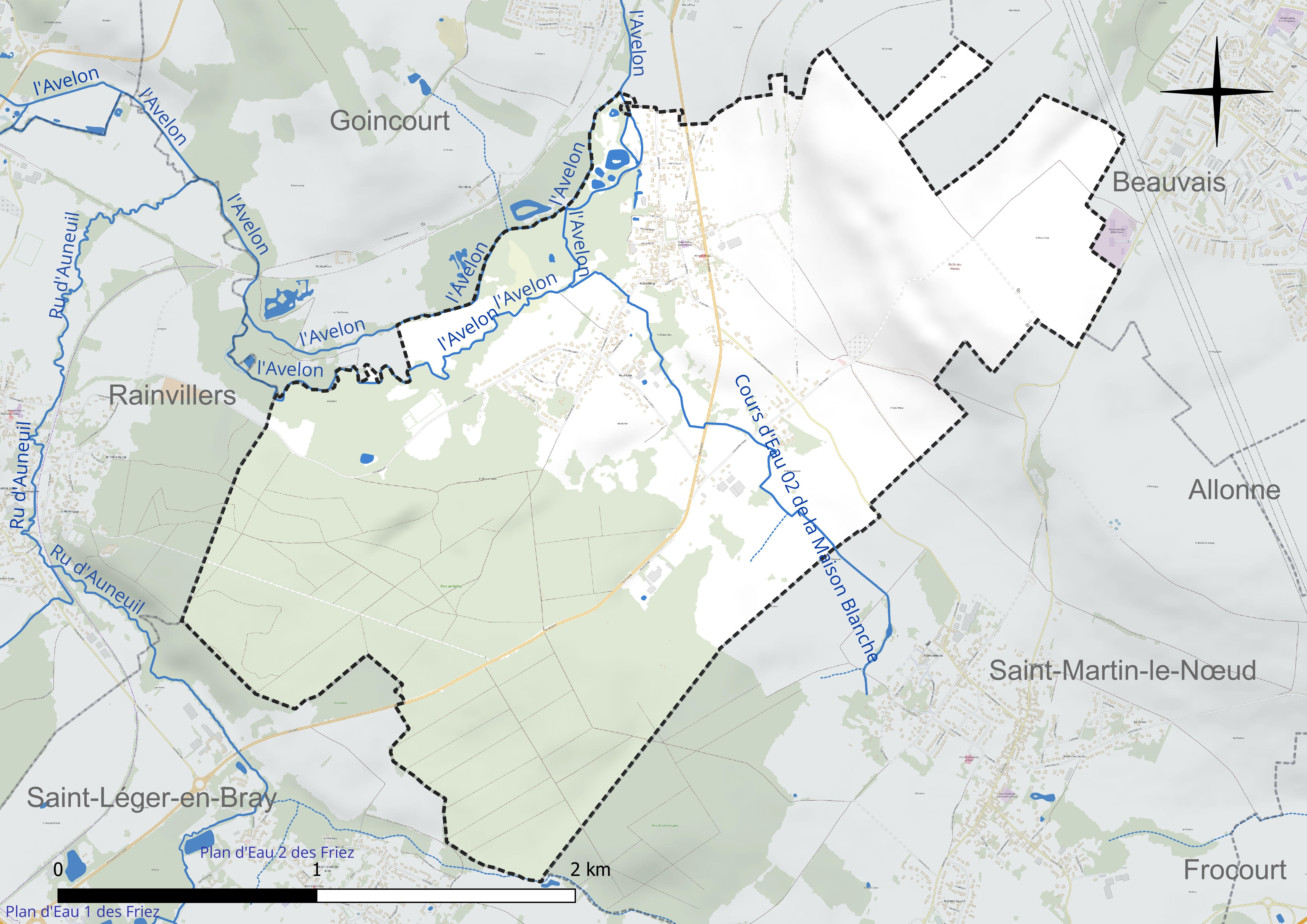
Réseau hydrographique des Marais.

#### Gestion et qualité des eaux
Le territoire communal est couvert par le schéma d'aménagement et de gestion des eaux (SAGE) « Sensée ». Ce document de planification concerne un territoire de 1 219 km2 de superficie, délimité par le bassin versant du Thérain. Le périmètre a été arrêté le 27 janvier 2023 et le SAGE proprement dit est, en 2024, en cours d'élaboration. La structure porteuse de l'élaboration et de la mise en œuvre est le syndicat intercommunal de la Vallée du Thérain (SIVT).
La qualité des cours d'eau peut être consultée sur un site dédié géré par les agences de l'eau et l'Agence française pour la biodiversité.

### Climat
Pour des articles plus généraux, voir Climat des Hauts-de-France et Climat de l'Oise.
En 2010, le climat de la commune est de type climat océanique dégradé des plaines du Centre et du Nord, selon une étude du CNRS s'appuyant sur une série de données couvrant la période 1971-2000. En 2020, Météo-France publie une typologie des climats de la France métropolitaine dans laquelle la commune est exposée à un climat océanique et est dans une zone de transition entre les régions climatiques « Sud-ouest du bassin Parisien » et « Nord-est du bassin Parisien ».
Pour la période 1971-2000, la température annuelle moyenne est de 10,4 °C, avec une amplitude thermique annuelle de 14,3 °C. Le cumul annuel moyen de précipitations est de 727 mm, avec 11,4 jours de précipitations en janvier et 7,9 jours en juillet. Pour la période 1991-2020, la température moyenne annuelle observée sur la station météorologique la plus proche, située sur la commune de Tillé à 8 km à vol d'oiseau, est de 11,0 °C et le cumul annuel moyen de précipitations est de 655,5 mm,. Pour l'avenir, les paramètres climatiques de la commune estimés pour 2050 selon différents scénarios d'émission de gaz à effet de serre sont consultables sur un site dédié publié par Météo-France en novembre 2022.

## Urbanisme

### Typologie
Au 1er janvier 2024, Aux Marais est catégorisée ceinture urbaine, selon la nouvelle grille communale de densité à sept niveaux définie par l'Insee en 2022.
Elle est située hors unité urbaine. Par ailleurs la commune fait partie de l'aire d'attraction de Beauvais, dont elle est une commune de la couronne,. Cette aire, qui regroupe 162 communes, est catégorisée dans les aires de 50 000 à moins de 200 000 habitants,.

### Occupation des sols
L'occupation des sols de la commune, telle qu'elle ressort de la base de données européenne d'occupation biophysique des sols Corine Land Cover (CLC), est marquée par l'importance des territoires agricoles (46,9 % en 2018), une proportion identique à celle de 1990 (46,9 %). La répartition détaillée en 2018 est la suivante : 
forêts (45,8 %), terres arables (26,2 %), prairies (20,7 %), zones urbanisées (7,3 %). L'évolution de l'occupation des sols de la commune et de ses infrastructures peut être observée sur les différentes représentations cartographiques du territoire : la carte de Cassini (XVIIIe siècle), la carte d'état-major (1820-1866) et les cartes ou photos aériennes de l'IGN pour la période actuelle (1950 à aujourd'hui).

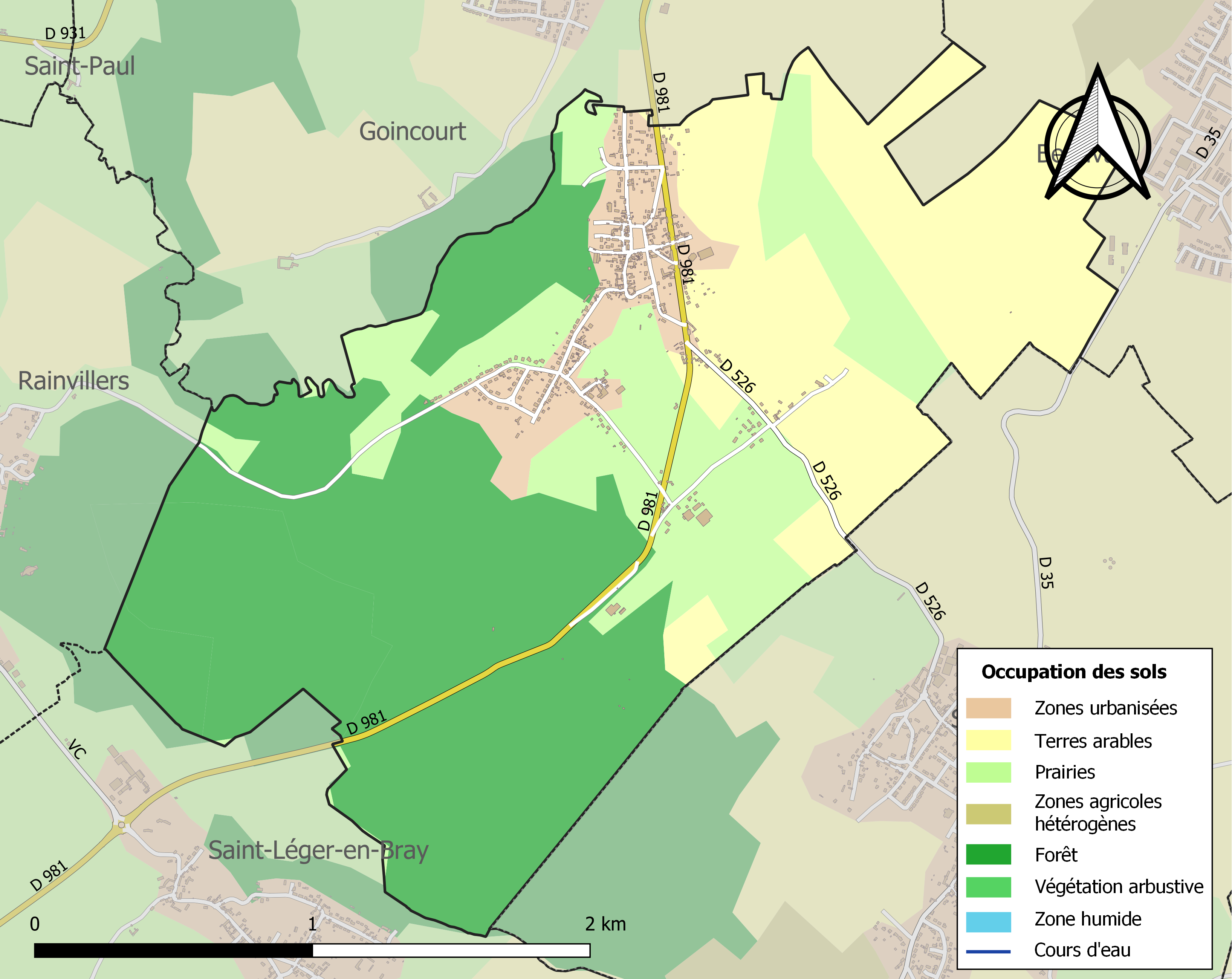
Carte des infrastructures et de l'occupation des sols de la commune en 2018 (CLC).

### Voies de communication et transports
La commune est desservie, en 2023, par une ligne scolaire et le service de transport à la demande Corolis à la demande - Zone Centre du réseau Corolis ainsi que par les lignes 607 et 6145 du réseau interurbain de l'Oise.

## Toponymie
Le nom de la localité est attesté sous les formes Aumares (1214) ; inter Aulmares et Ramboviller (1224) ; Altum mariscum (vers 1230) ; de alto marisco (1251) ; Johannes de alto marisco (1268) ; apud au mares (1316) ; Auxmarest (1322) ; Aumarez (1333) ; le praerie de aultmares (1344) ; Haut Marets (1364) ; le seigneur daumarez (1376) ; Aumarest (1379) ; Johanna daumares (XIVe) ; Auxmarets (1399) ; Johanna abbatissa daumaresco (XIVe) ; Aulmares (1437) ; Aumarez lez Beauvais (1446) ; aumares (1454) ; Aux Marets (1478) ; Aulmaretz (XVe) ; Autmarest (1513) ; Haut Marais (XVIIIe) ; Haux Marais (vers 1750) ; Aux Marais (XIXe) ; Auxmarais (1840) ; Marais (1945) ; Marais (aux) (1952).
Le nom du village rappelle le caractère marécageux de son territoire. Il s'agit en réalité du « Haut-Marais ».

## Histoire
La commune a été créée le 15 janvier 1954 à partir de la commune de Saint-Martin-le-Nœud, dont la scission avait été demandée dès 1833,  en vain jusqu'en 1945,.
Un odonyme local (« Rue du 15-Janvier-1954 ») rappelle cette création.

## Politique et administration
| Période   | Période                       | Identité              | Étiquette | Qualité                                                                                               |
| --------- | ----------------------------- | --------------------- | --------- | --- |
| 1954      | 1959                          | Gabriel Martin        |           | |
| 1959      | 1965                          | François Lequien      |           | |
| 1965      | 1971                          | Édouard Houille       |           | |
| 1971      | 1977                          | Fernand Petit         |           | |
| 1977      | 1983                          | Jean-Pierre Benistant |           | |
| mars 1983 | 2014                          | Alain Fritot          | SE        | Enseignant au lycée Paul-Langevin                                                                     |
| 2014      | En cours (au 10 juillet 2020) | Christophe Tabary     | [SE]      | Cadre du secteur privé Vice-président de la CA du Beauvaisis (2020 → ) Réélu pour le mandat 2020-2026 |

## Population et société

### Démographie

#### Évolution démographique
L'évolution du nombre d'habitants est connue à travers les recensements de la population effectués dans la commune depuis 1954. Pour les communes de moins de 10 000 habitants, une enquête de recensement portant sur toute la population est réalisée tous les cinq ans, les populations de référence des années intermédiaires étant quant à elles estimées par interpolation ou extrapolation. Pour la commune, le premier recensement exhaustif entrant dans le cadre du nouveau dispositif a été réalisé en 2007.

En 2022, la commune comptait 911 habitants, en évolution de +12,05 % par rapport à 2016 (Oise : +0,87 %, France hors Mayotte : +2,11 %).
| 1954 | 1962 | 1968 | 1975 | 1982 | 1990 | 1999 | 2006 | 2007 |
| ---- | ---- | ---- | ---- | ---- | ---- | ---- | ---- | ---- |
| 376  | 427  | 501  | 550  | 698  | 693  | 682  | 726  | 731  |

| 2012 | 2017 | 2022 | - | - | - | - | - | - |
| ---- | ---- | ---- | - | - | - | - | - | - |
| 738  | 847  | 911  | - | - | - | - | - | - |

#### Pyramide des âges
La population de la commune est relativement jeune.
En 2018, le taux de personnes d'un âge inférieur à 30 ans s'élève à 34,4 %, soit en dessous de la moyenne départementale (37,3 %). À l'inverse, le taux de personnes d'âge supérieur à 60 ans est de 26,0 % la même année, alors qu'il est de 22,8 % au niveau départemental.
En 2018, la commune comptait 431 hommes pour 429 femmes, soit un taux de 50,12 % d'hommes, légèrement supérieur au taux départemental (48,89 %).
Les pyramides des âges de la commune et du département s'établissent comme suit.
| Hommes | Classe d’âge | Femmes |
| ------ | ------------ | ------ |
| 0,7    | 90 ou +      | 0,5    |
| 7,2    | 75-89 ans    | 9,5    |
| 15,8   | 60-74 ans    | 18,4   |
| 18,8   | 45-59 ans    | 18,6   |
| 20,6   | 30-44 ans    | 21,2   |
| 12,1   | 15-29 ans    | 10,7   |
| 24,8   | 0-14 ans     | 21,1   |

| Hommes | Classe d’âge | Femmes |
| ------ | ------------ | ------ |
| 0,5    | 90 ou +      | 1,4    |
| 5,5    | 75-89 ans    | 7,6    |
| 15,6   | 60-74 ans    | 16,3   |
| 20,8   | 45-59 ans    | 20     |
| 19,4   | 30-44 ans    | 19,4   |
| 17,6   | 15-29 ans    | 16,2   |
| 20,6   | 0-14 ans     | 19,1   |

## Culture locale et patrimoine

### Lieux et monuments

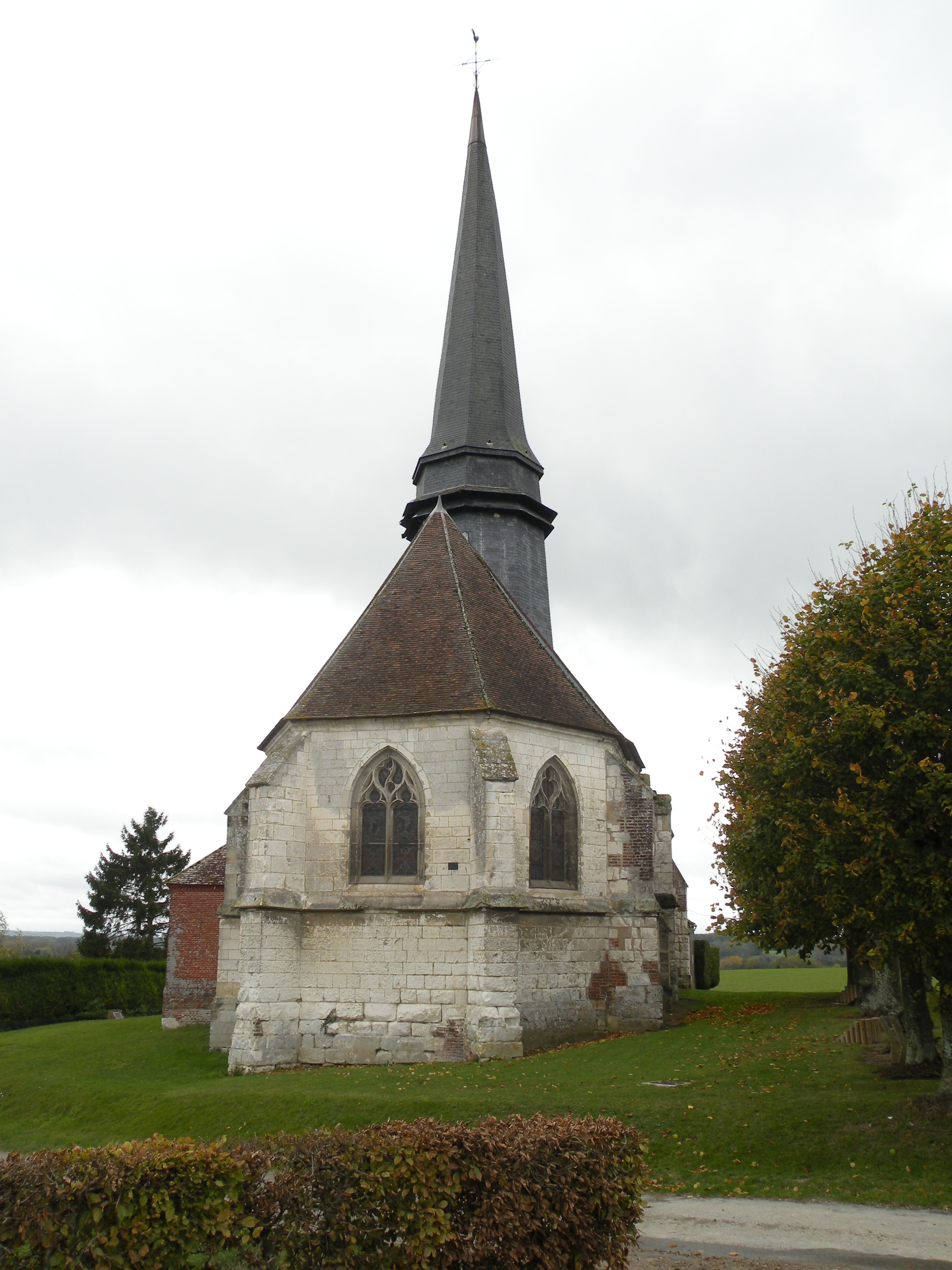
L'église.

L'église du XIe siècle est classée à l'inventaire des monuments historiques.

### Héraldique
| Blason de Aux Marais | Blason  | Inconnu.                                         |
| Blason de Aux Marais | Détails | Le statut officiel du blason reste à déterminer. |

## Pour approfondir